# Irina Kiriłłowa
Irina Władimirowna Kiriłłowa, w latach 1985–1992 nosiła nazwisko Parchomczuk ros. Ирина Владимировна Кириллова [Пархомчук] (ur. 15 maja 1965 w Tule) – rosyjska siatkarka występująca na pozycji rozgrywającej.
Przez wiele lat występowała w reprezentacji Rosji, następnie w reprezentacji Chorwacji. Karierę sportową zakończyła w 2006 roku. Pełniła rolę drugiego trenera w reprezentacji Rosji przy boku swojego męża Giovanniego Caprarry. W 2008 roku zdecydowała się wrócić do gry, do 2009 występowała w rosyjskim Dynamie Moskwa. W lutym 2012 wróciła do Urałoczki Jekaterynburg.

## Kariera zawodnicza
- 1980–1990  Urałoczka Jekaterynburg
- 1991–1994  Mladost Zagrzeb
- 1994–1996  Pallavolo Sumirago
- 1996–1997  Volley Modena
- 1997–1998  Mappin San Paolo
- 1998–1999  Foppapedretti Bergamo
- 1999–2001  Virtus Reggio C.
- 2001–2004  Sirio Perugia
- 2005–2006  Chieri Volley
- 2008–2009  Dinamo Moskwa
- 2009–2010  Asystel Novara
- 2012–  Urałoczka Jekaterynburg

## Kariera trenerska
- 2005–2008  Rosja (jako II trener)

## Sukcesy

### jako zawodniczka

#### reprezentacyjne
- 1988:  mistrzostwo olimpijskie (Seul)
- 1990:  mistrzostwo świata
- 1989:  mistrzostwo Europy
- 1983, 1987, 1995, 1997:  wicemistrzostwo Europy

#### klubowe
- 1981, 1982, 1983, 1987, 1989, 1990, 1991, 1999:  zwycięstwo w Lidze Mistrzyń
- 1995, 2000:  puchar CEV
- 1997:  Superpuchar Europy
- 1981, 1982, 1986, 1987, 1988, 1989, 1990:  mistrzostwo ZSRR
- 1981, 1982, 1983, 1986, 1987, 1989:  puchar ZSRR
- 1991:  mistrzostwo Chorwacji
- 1999, 2001, 2003:  mistrzostwo Włoch
- 2002, 2001, 2003:  puchar Włoch
- 2009:  mistrzostwo Rosji

### jako trenerka
- 2005, 2007:  mistrzostw Europy (Chorwacja, Luksemburg)
- 2006:  mistrzostwo Świata (Japonia)

## Nagrody indywidualne
- 2004, 2009: najlepsza rozgrywająca Ligi Mistrzyń